# Lorenzo Vela
Lorenzo Vela (Ligornetto, 4 luglio 1812 – Milano, 10 gennaio 1897) è stato uno scultore svizzero-italiano.
Fratello maggiore del più noto Vincenzo (1820-1891), condivise con lui il mestiere di scultore operando principalmente nella città di Milano come ornatista e animalier, decorando edifici pubblici e privati e creando sculture di genere e gruppi scultorei di animali.

## Biografia
Nato a Lingoretto nel 1812, dal 1832, anno del suo trasferimento a Milano, fino al 1837, Vela fu studente all'Accademia di Brera dove frequentò la Scuola d'Ornato di Ferdinando Albertolli. In quegli anni collaborò con lo scultore carrarese Benedetto Cacciatori (1793-1871), col quale realizzò le opere più importanti della sua giovinezza.
Nel 1833 accolse a Milano il fratello Vincenzo che lì si era anch'egli trasferito dalla natia Lugano; fu Lorenzo a presentare il fratello al Cacciatori, presso il cui studio lo accomodò.
Dal 1860 detenne la cattedra di Ornato nella stessa accademia di Brera. Fra le sue opere più note la decorazione plastica della Cappella d'Adda ad Arcore a cui il fratello Vincenzo contribuì con opere di scultura; a Milano decorò palazzo Poldi-Pezzoli e la cosiddetta Ca' de Sass con sei lunette. Ebbe studio in via dell'Annunciata n. 7.
Alla sua morte, avvenuta a Milano nel 1897, parte dei suoi dipinti e modelli venne trasferita dal suo studio alla villa del fratello a Ligornetto, Lugano, ampliando la collezione donata dal nipote Spartaco alla Svizzera.